# Monteagudo (Murcia)
Monteagudo es una pedanía perteneciente al municipio español de Murcia, en la Región de Murcia. Está formada por tres localidades: Monteagudo, Las Lumbreras y La Cueva. Cuenta con una población de 3970 habitantes (INE 2019), una extensión de 5,172 km² y una altitud media de 50 m sobre el nivel del mar. Se encuentra a 4 km de la capital.

## Geografía
Limita con:

Ubicación de Monteagudo dentro del término municipal de Murcia

- Al norte y al este: El Esparragal.
- Al noroeste: Cabezo de Torres.
- Al sudoeste: Zarandona.
- Al sureste: Casillas.

La pedanía de Monteagudo se compone de los núcleos de población de:
- Monteagudo, con una población de 2080 habitantes y 2,8 km² – Su gentilicio es "monteagudeño". Posee importes restos arqueológicos, entre los que destacan, junto a los tres castillos (Castillo de Monteagudo, Castillejo y Castillo del Larache), un asentamiento argárico, situado en la Plaza de S. Cayetano, junto a la ermita de mismo nombre. En este enclave se está construyendo un importante edificio turístico, en torno a un gran museo arqueológico: "Centro de Visitantes de San Cayetano". Colegio Ntra. Sra. de la Antigua. Iglesia de Ntra. Sra. de la Antigua. Ermita de S. Cayetano.
- La Cueva, pequeño pueblo  de 700 habitantes y 1,1 km² – Su gentilicio es "cueveño". Posee una vistosa fuente llamada la fuente de San José. También hay una gran cantera de piedra, cerrada desde 1968. Colegio Virgen del Rosario. Iglesia Virgen del Rosario.
- Las Lumbreras, pueblo de 1200 habitantes y 1,2 km². Colegio Juan XXIII Ermita Virgen de los Corazones.

Flora
Se divide en dos grupos: matorrales y cítricos, y éste a su vez se divide en tres clases: naranjas, limones y limones tochos (en dialecto murciano significa grandes).
Fauna
Su variedad de fauna es escasa, pero se encuentran gran cantidad de lagartijas, lagartos, insectos y conejos.

## Historia

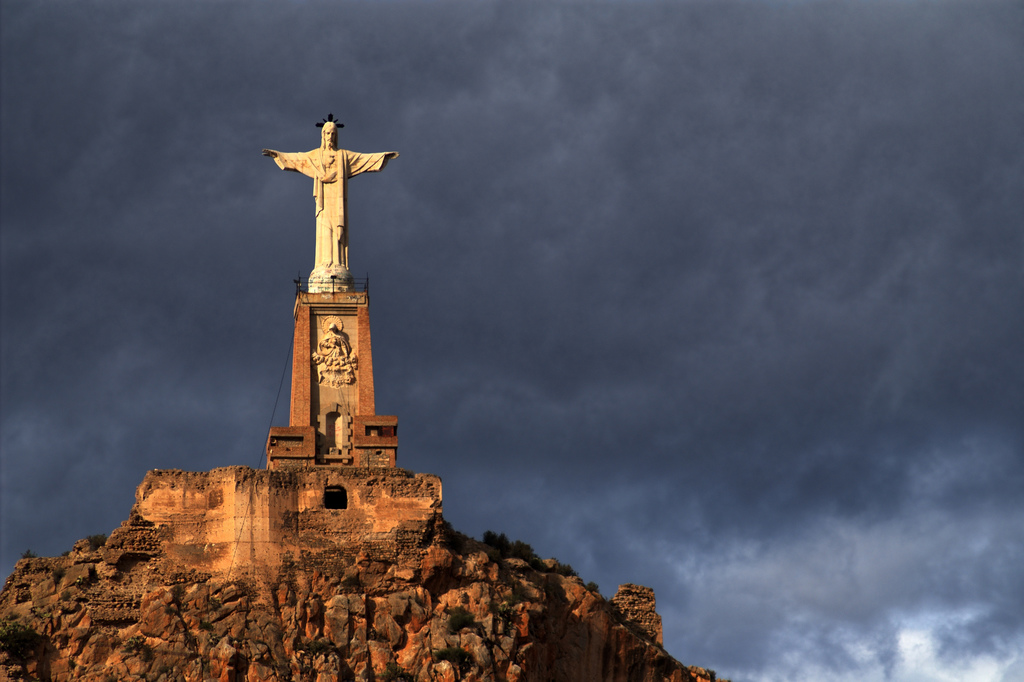
El Cristo que corona el castillo de Monteagudo

El castillo de Monteagudo constituye una de las fortificaciones más impresionantes y en mejor estado de conservación de la región murciana. Dado su carácter militar, su emplazamiento responde a motivaciones estratégicas. De su historia dan fe las fuentes árabes que hablan del castillo de Monteagudo ya en el siglo XI, pero no es hasta el XII, con el gobierno de Ibn Mardanish cuando se realizan importantes obras. Durante la Baja Edad Media, las fuentes cristianas recogen el paso de los sucesivos alcaldes y los acontecimientos más importantes acaecidos en la fortaleza, como la presencia en ella de Alfonso X el Sabio o la de Jaime II. Fabricado con tapias de argamasa, está repartido y organizado en tres plataformas o niveles, aprovechando los desniveles del terreno, por donde se distribuyen aljibes, estancias, almacenes, salas y construcciones con otra funcionalidad. Las torres que flanquean todo el recinto forman esquinas de ángulos reentrantes, muy características en la taifa mardanisí.
Sobre la cima del cabezo y dominando el valle, se encuentra el monumento al Corazón de Jesús, escultura de 14 m de alto, diseñada en 1951 por el escultor Nicolás Martínez. Este conjunto monumental, que goza de gran devoción entre los habitantes de la pedanía, se trata en realidad de una réplica de otra escultura anterior que fue construida en 1926, diseñada por Anastasio Martínez Hernández (1874-1933) y destruida por los anarquistas (1936) durante la guerra civil española, aunque posteriormente reconstruida en 1951, es comparable al Cristo Redentor de Río de Janeiro pero a menor escala. En la actualidad se encuentra en un estado lamentable debido a la falta de interés de la corporación en su conservación, lo que hace peligroso el acceso al pie del monumento.
A mediados del siglo XIX, el lugar, ya por entonces perteneciente al término municipal de Murcia, tenía contabilizada una población de 928 habitantes. Aparece descrito en el decimoprimer volumen del Diccionario geográfico-estadístico-histórico de España y sus posesiones de Ultramar de Pascual Madoz de la siguiente manera:

MONTEAGUDO: l. en la prov., part. jud. y térm. jurisd. de Murcia (1 leg.); dióc. de Cartajena cuya silla episcopal reside en aquella c.; aud. terr. de Albacete (23) y c g. de Valencia (32). Está sit. en el declive de una colina de las que forman el límite N. de la huerta de Murcia con esposicion al S., en cuya cúspide hay ruinas de un antiguo castillo; el clima es templado en el invierno y muv caloroso en el verano, siendo las intermitentes las enfermedades mas comunes. Se compone de 240 casas de mediana construccion, acomodadas á los usos de la agricultura; tiene una igl. bajo la advocacion de Ntra. Sra. de la Antigua, anejo de la parr. del Esparragal, la cual está servida por un teniente, y un cementerio algo apartado de la pobl. que en nada perjudica á la salud de los vec. los cuales para todos sus usos y necesidades se surten del agua de una acequia de las que salen del r. Segura, que pasa por la falda del mismo pueblo. El térm. está comprendido en el de Murcia por hallarse este l. enclavado en él. El terreno es casi todo de tierra moreral de riego, mucha de ella de escelente calidad; tien varias colinas en la parte del N. plantadas algunas de nopales, que producen muchos higos chumbos. caminos: pasa por este l. uno de los que desde Murcia van á Orihuela, estando casi intransitable en tiempo de invierno. La correspondencia se recibe de Murcia por un cartero. prod. seda, trigo, maiz, hortalizas y pimientos, cuya cosecha es muy abundante asi como la de higos chumbos; no hay mas ganado que el necesario para el cultivo de la tierra que es yeguar y mular, y ninguna caza. pobl. 380 vec., 928 almas. riqueza y contr. con Murcia. (V.)
(Madoz, 1848, pp. 534-535)

## Símbolos
Además de los símbolos que identifican Monteagudo como pedanía del municipio de Murcia, se han diseñado otros símbolos propios para la localidad, en atención a su larga raigambre histórica y su importancia monumental dentro del municipio.

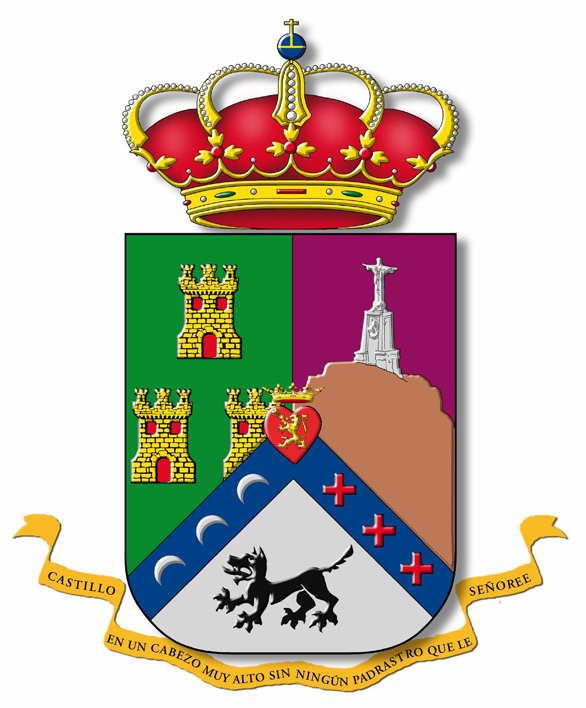
Escudo de Monteagudo.
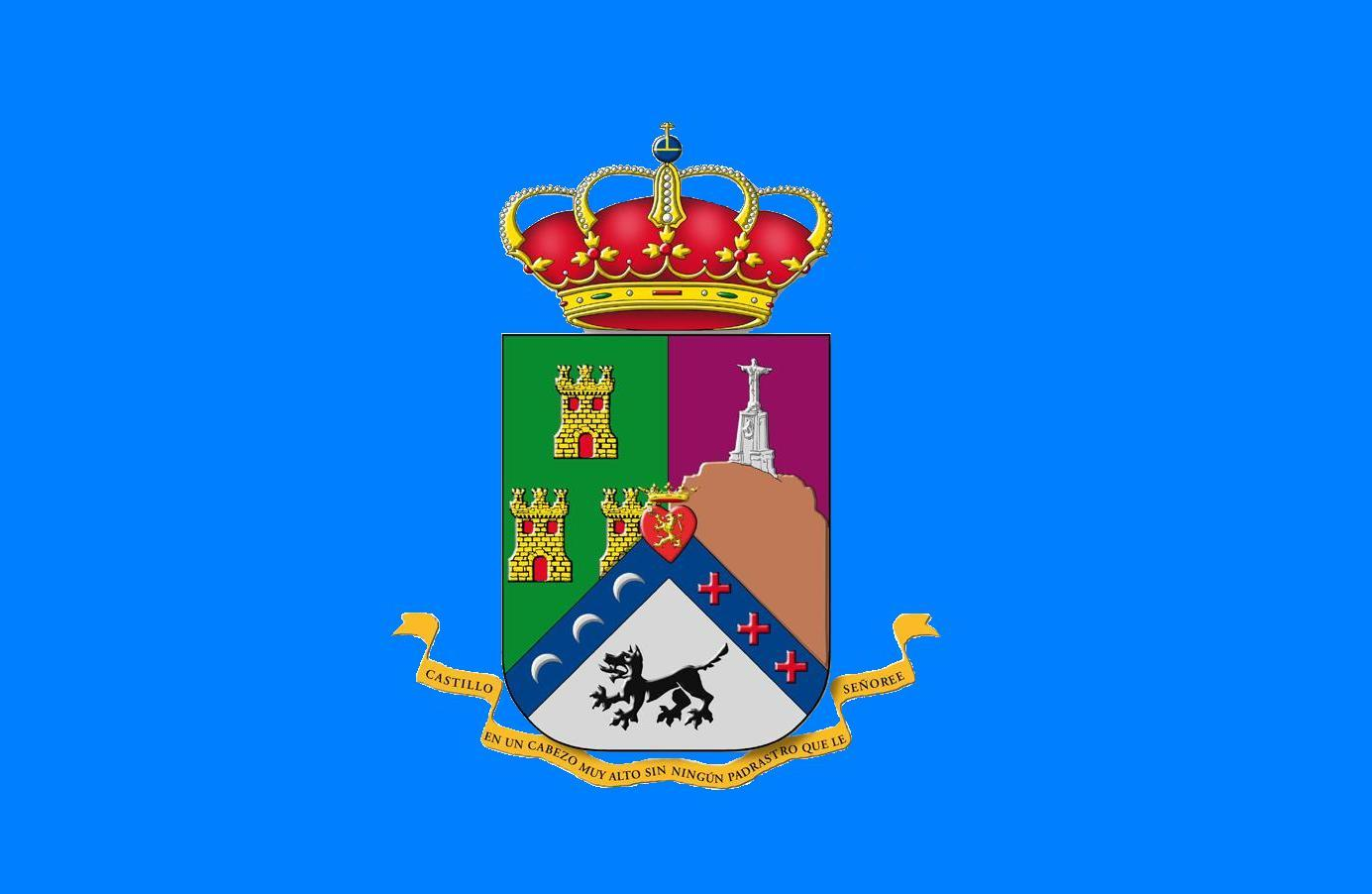
Bandera de Monteagudo.